# ザネ・カペリ
ザネ・カペリ（Zane Kapeli、1992年9月28日 - ）は、ベイ・オブ・プレンティに所属するラグビーユニオン選手。

## プロフィール
- ニュージーランド・オークランド出身[1]。
- ポジションはフランカー(FL)、ナンバーエイト(No8)。
- 身長 188cm、体重 103kg
- トンガ代表キャップは10(2021年3月現在）でラグビーワールドカップ2019のトンガ代表に選ばれた[2]。

## 略歴
ワイカト、ベイ・オブ・プレンティを経て、2020年、ハイランダーズに加入。